# Ліхтарна акула псевдокарликова
Ліхтарна акула псевдокарликова (Etmopterus pseudosqualiolus) — рід скатів родини Ліхтарні акули. Інша назва «несправжня ліхтарна акула».

## Опис
Загальна довжина досягає 45,3 см. Спостерігається статевий диморфізм: самці більше за самиць. Голова конічної форми з короткою мордою. Очі великі, овальні, горизонтальної форми. У темряві світяться зелеуватим світлом. На верхній щелепі зуби мають від 7 до 9-11 верхівок, розташовані рядками. Тулуб сигароподібний. Шкіряна луска дрібна, розташована неправильними поздовжніми рядками. Грудні плавці маленькі. Має 2 невеличких спинних плавця з шипами. Задній плавець більший за передній. Анальний плавець відсутній. Хвостове стебло коротке.
Забарвлення спини й боків сіро-коричневе. Черево та нижня частина голови чорного кольору. На хвості та хвостовому плавці є поздовжні темні плями.

## Спосіб життя
Тримається на глибині від 1043 до 1102 м. Активна вночі. Здійснює добові міграції. Живиться дрібними ракоподібними та невеликими головоногими молюсками.
Це яйцеживородна акула. Стосовно процесу парування та розмноження немає відомостей.
Промислове рибальство цієї акули суворо контролюється урядом Нової Каледонії.

## Розповсюдження
Мешкає на південному заході Тихого океану — поблизу Нової Каледонії (в області підводних хребтів Норфлок та Лорд-Гау).